# Episymploce albomarginata
Episymploce albomarginata es una especie de cucaracha del género Episymploce, familia Ectobiidae.

## Distribución
Esta especie se encuentra en Indonesia (Sulawesi).